# Microdesmis puberula
Microdesmis puberula là một loài thực vật có hoa trong họ Pandaceae. Loài này được Hook.f. ex Planch. mô tả khoa học đầu tiên năm 1848.